# مها أبو دية
مها أبو دية رائدة نسوية فلسطينية، حاصلة على جائزة الدولة الفرنسية لحقوق الإنسان عام 1998م، وتوّجت بلقب امرأة العام لعام 2002م في الولايات المتحدة الأمريكية.

## ولادتها وتعليمها
ولدت مها أبو دية في مدينة القدس بتاريخ 24 آب 1951م، وأكملت دراستها في كلية الشميدت للبنات، وحصلت على درجة البكالوريوس في لغة إنجليزية والتاريخ، وعملت بالتدريس في جامعة بيرزيت ومعهد معلمات الطيرة، ثم عملت كمديرة لمركز كويكرز للخدمات القانونية، وهو أول مركز يقدم المساعدة القانونية للفلسطينيين في السجون الإسرائيلية.

## انجازاتها
عرفت أبو دية بنشاطها الكبير في المجال النسوي، فعملت على تأسيس "مركز المرأة للإرشاد القانوني والاجتماعي" إبان اندلاع الانتفاضة الفلسطينية الأولى، في عام 1991م، وهو مركز يهتم بالقضايا الاجتماعية للمرأة الفلسطينية، ويعمل على تعزيز دور ومكانتها في الحياة العامة، وخاصة في المجال السياسي، ضمن حركة النضال من أجل حقوق الشعب الفلسطيني.
وقد كانت الفكرة الرئيسة من تأسيس المركز هي توفير ملاذ وطني وآمن للنساء المعنفات، وتقديم المساعدة لهن كضرورة أفرزتها ظروف الانتفاضة الأولى والثانية.
وقد تطور المركز ليتأقلم مع مختلف المراحل الزمنية التي مر بها من حيث التغيرات السياسية، الاقتصادية، العالمية، وأصبح مؤسسة رائدة تعمل على ترسيخ مجتمع فلسطيني ديمقراطي، يقوم على أسس المساواة بين الرجل والمرأة، وترسيخ مبادئ العدالة الاجتماعية وحقوق الإنسان.
كما أسهمت أبو دية في تأسيس "مجلس منظمات حقوق الإنسان الفلسطينية" وتفعيله، وأسهمت في دعم مؤسسات أخرى محلية وإقليمية ودولية؛ فكانت عضوًا بمجلس إدارة عدد من مؤسسات حقوق الإنسان الفلسطينية، من بينها: جمعية الإغاثة الزراعية في القدس، و مركز القدس للمساعدة القانونية وحقوق الإنسان؛ كما كانت عضوًا في مجلس إدارة لجنة تحكيم دولية تدعم حقوق النساء والفتيات. وقد انتخبت في عام 2014 مفوضًا في مجلس مفوضي الهيئة الفلسطينية المستقلة لحقوق الإنسان؛ وحصلت على العديد من الجوائز العالمية، مثل: "جائزة الدولة الفرنسية لحقوق الإنسان" في العام 1998م و«جائزة امرأة العام 2002م» في الولايات المتحدة.

## وفاتها
توفيت في 9 يناير 2015م ونعتها العديد من المؤسسات الرسمية والشعبية، ومؤسسات حقوق الإنسان الفلسطينية والعربية، معتبرة إياها واحدة من أبرز الناشطات العربيات اللائي أسهمن بقدر كبير في دفع حركة حقوق الإنسان.